# IV Клубный чемпионат России по международным шашкам
IV чемпионат России по международным шашкам среди клубов прошёл с 11 по 15 марта 2002 г. в г. Тверь.
Главный судья соревнований судья РК Роберов В. А. Главный секретарь Афанасьев Ю. А.
Генеральный спонсор чемпионата — ОАО «Мелькомбинат» (Тверь), спонсор — «Волжский пекарь».
Чемпионом России среди мужских клубов стал клуб «Алмаз» (Саха). Второе место — Башнефть (Башкортостан). Бронза — у клуба «Удмуртнефть» (Ижевск).
Звание чемпиона России среди женских клубов завоевал клуб «Башнефть» (Уфа). Серебро — у «Братчанки» (Братск), бронза у «Алмаза».
Оба чемпиона завоевали путевки на главный турнир года — Кубок Европейских чемпионов, который должен был состоятся в Голландии осенью 2002 года.
В последний день чемпионат России посетил Президент ФМЖД Валтер Ван Бек, отметивший высокий уровень организации.

## Ход турнира
http://www.draughts.ru/russian/tver_team_r.htm

## Основные составы клубов
В составе клубов выступили действующий чемпион мира Алексей Чижов, будущий чемпион Александр Георгиев, экс-чемпионы Вячеслав Щёголев, Александр Шварцман,
Мужчины (в составе 4 человека):
- - Башнефть (Башкортостан):
- А. Георгиев МГР, экс-чемпион Европы
- В. Мильшин МГР, чемпион мира в составе сборной России
- М. Амриллаев МГР, экс-чемпион Азии
- А. Гетманский МГР, экс-чемпион России
  - Мельком (Тверь):
- А. Калмаков МГР, экс-чемпион России
- И. Костионов ГР, экс-чемпион России
- С. Бонадыков ГР, экс-чемпион России в составе клуба «Мельком»
- А. Новиков МС, экс-чемпион России
  - Удмурт-нефть (Ижевск):
- А. Чижов МГР, действующий и 10-кратный чемпион мира
- Г. Валнерис МГР, экс-чемпион мира
- И. Кирзнер МГР, экс-чемпион Украины
- М. Самохвалов МС
  - Алмаз (Саха):
- А. Шварцман МГР, экс-чемпион мира
- Ю. Ермаков МС, призёр чемпионатов СССР
- Г. Колесов ГР
- И. Токусаров ГР
  - Прогресс (Казань):
- В. Щёголев МГР, экс-чемпион мира
- А. Аксанов МС, экс-чемпион России
- Д. Цинман МС
- К. Леонтьев МС
  - «Ишимбай-ДЮСШ» (Башкортостан):
- Р. Ишимбаев ММ
- В. Штумпф МС
- А. Мельников МС
- Р. Ишмуратов КМС
  - Гастелло (Башкортостан):
- Р. Ишметов КМС
- М. Файзутдинов КМС
- В. Барашков КМС
- А. Столяров КМС
  - ТШК (Тверь):
- В. Логунов МС, экс-чемпион России
- А. Столяров МС
- П. Чирков КМС
- В. Мартынюк КМС

Женщины (в составе 2 человека):
- - Башнефть (Башкортостан):
- Т. Тансыккужина МГР, чемпионка мира среди женщин
- Г. Георгиева МГР, экс-чемпионка России
  - Маккаби-Нева (Санкт-Петербург):
- Т. Андросик МГР, экс-чемпионока России по шашкам-64
- А. Лангина ГР, экс-чемпионка России по шашкам-64
  - Алмаз (Саха):
- М. Боркова МГР, экс-чемпионка России
- А. Бурнашёва МГР
  - Братчанка (Братск):
- Н. Савина МГР
- В. Сурова ГР
  - Ишимбай-ДЮСШ (Башкортостан):
- Е. Пучкова КМС
- О. Абдуллина КМС

## Таблица
Легенда
мо = малые очки
Результат указан по большим очкам (победа — два очка, ничья — 1, поражение — 0). Малые очки (мо) указываются в скобках.
| № | Клуб        | Город   | 1     | 2     | 3     | 4     | 5     | 6     | 7     | 8     | Очки | Место | мо |
| - | ----------- | ------- | ----- | ----- | ----- | ----- | ----- | ----- | ----- | ----- | ---- | ----- | -- |
| 1 | Гастелло    | Уфа     |       | 0 (0) | 0 (1) | 0 (1) | 0 (2) | 0 (2) | 0 (0) | 0 (2) | 0    | 8     | 8  |
| 2 | Алмаз       | Якутск  | 2 (8) |       | 2 (7) | 1 (4) | 1 (4) | 2 (7) | 2 (5) | 2 (7) | 12   | 1     | 42 |
| 3 | Прогресс    | Казань  | 2 (7) | 0 (1) |       | 0 (3) | 2 (5) | 2 (5) | 0 (3) | 2 (5) | 8    | 4     | 29 |
| 4 | Башнефть    | Уфа     | 2 (7) | 1 (4) | 2 (5) |       | 1 (4) | 2 (7) | 2 (5) | 2 (6) | 12   | 2     | 38 |
| 5 | Мельком     | Тверь   | 2 (6) | 1 (4) | 0 (3) | 1 (4) |       | 2 (5) | 0 (3) | 1 (4) | 7    | 5     | 29 |
| 6 | ДЮСШ        | Ишимбай | 2 (6) | 0 (1) | 0 (3) | 0 (1) | 0 (3) |       | 1 (4) | 1 (4) | 4    | 6     | 22 |
| 7 | Удмуртнефть | Ижевск  | 2 (8) | 0 (3) | 2 (5) | 0 (3) | 2 (5) | 1 (4) |       | 2 (7) | 9    | 3     | 35 |
| 8 | ТШК         | Тверь   | 2 (6) | 0 (1) | 0 (3) | 0 (2) | 1 (4) | 1 (4) | 0 (1) |       | 4    | 7     | 21 |

## Женщины
| № | Клуб         | Город           | 1     | 2     | 3     | 4     | 5     | Очки | Место | мо |
| - | ------------ | --------------- | ----- | ----- | ----- | ----- | ----- | ---- | ----- | -- |
| 1 | ДЮСШ         | Ишимбай         |       | 0 (1) | 0 (1) | 0 (1) | 2 (3) | 2    | 5     | 6  |
| 2 | Башнефть     | Уфа             | 2 (3) |       | 1 (2) | 2 (3) | 1 (2) | 6    | 1     | 10 |
| 3 | Братчанка    | Братск          | 2 (3) | 1 (2) |       | 2 (3) | 1 (2) | 6    | 2     | 10 |
| 4 | Алмаз        | Якутск          | 2 (3) | 0 (1) | 0 (1) |       | 1 (2) | 3    | 3     | 7  |
| 5 | Маккаби-Нева | Санкт-Петербург | 0 (1) | 1 (2) | 1 (2) | 1 (2) |       | 3    | 4     | 7  |

Матч за 1 место: Башнефть — Братчанка 4-0 (неявка команды из Братска)
Матч за 3 место: Алмаз — Маккаби-Нева 3-1